# VK Estrella Roja
El VK Estrella Roja (VK Crvena zvezda) és un club de waterpolo de la ciutat de Belgrad, a Sèrbia. És una de les seccions del club poliesportiu SD Estrella Roja.
Fundat el 1945, el 2013 va aconseguir guanyar la Lliga de Campions.

## Palmarès

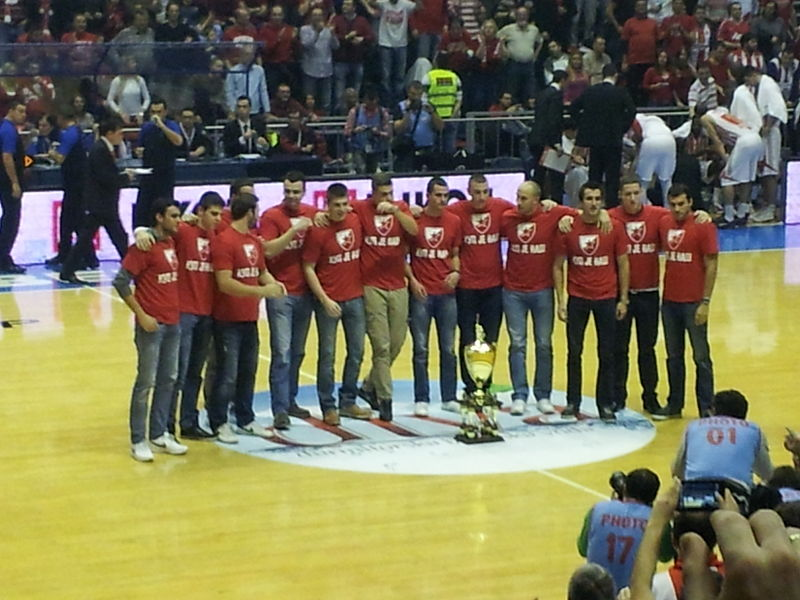
L'equip campió d'Europa de 2013

- Lliga de Campions
  - Campions (1): 2012-13
- Supercopa d'Europa
  - Campions (1): 2013
- Lliga Adriàtica 2: 
  - Campions (1): 2017–18
- Lliga sèrbia: 
  - Campions (2): 2012–13, 2013–14
- Copa sèrbia
  - Campions (2): 2012–13, 2013–14
- Lliga iugoslava
  - Campions (2): 1991–92, 1992–93